# Raorchestes honnametti
Raorchestes honnametti es una especie de anfibio anuro de la familia Rhacophoridae.

## Distribución geográfica yhábitat
Es endémica del sur de las Ghats occidentales (India). Vive en el estado de Karnataka en altitudes de entre 1142 y 1659 m s. n. m.